# Copa Aerosul
A Copa Aerosul foi uma competição de futebol da Bolívia, da qual participavam clubes das regiões de La Paz, Cochabamba e Santa Cruz.

## Campeões
| Ano  |                   |                   |                   |                        |
| Ano  | Campeão           | Vice-campeão      | Terceiro Colocado | Quarto Colocado        |
| ---- | ----------------- | ----------------- | ----------------- | ---------------------- |
| 2003 | Oriente Petrolero | Jorge Wilstermann | Bolívar           | San José               |
| 2004 | Jorge Wilstermann | Aurora            | The Strongest     | Unión Central          |
| 2005 | Oriente Petrolero | Bolívar           | Destroyers        | Jorge Wilstermann      |
| 2006 | Blooming          | The Strongest     | Real Potosí       | Oriente Petrolero      |
| 2007 | The Strongest     | Oriente Petrolero | Litoral           | Bolívar                |
| 2008 | Blooming          | Jorge Wilstermann | Bolívar           | Universitario de Sucre |
| 2009 | Bolívar           | Jorge Wilstermann | Blooming          | La Paz                 |
| 2010 | Bolívar           | Jorge Wilstermann | Guabirá           | The Strongest          |
| 2011 | Jorge Wilstermann | Aurora            | The Strongest     | Oriente Petrolero      |

## Títulos por clube

### Duas vezes
- Oriente Petrolero
- Blooming
- Bolívar
- Jorge Wilstermann

### Uma vez
- The Strongest